# Moschea di Quba
La moschea di Qubāʾ (Qubāʾ Masjid o Masjid al-Qubāʾ, in arabo مسجد قباء‎?), situata a Qubāʾ, alla periferia di Medina in Arabia Saudita, è la più antica moschea del mondo. La prima pietra venne posta dal profeta islamico Maometto nel corso della sua egira dalla Mecca a Medina. Essa venne poi completata dai suoi compagni. Maometto passò più di venti notti in questa moschea (dopo la migrazione), recitando una breve preghiera (chiamata qasr) mentre attendeva ʿAlī, la cui casa era di fronte alla moschea.
Secondo la tradizione islamica, offrire due rakʿāt nafl nella moschea Qubāʾ equivale a una ʿumra. La moschea di Qubāʾ è la prima moschea costruita nella storia dell'Islam e venne eretta appena Maometto giunse a Medina a seguito dell'egira (Hijra).
Maometto vi andava tutti i sabati, a cavallo o a piedi, a recitare due rakʿāt. Egli consigliava agli altri di fare altrettanto, dicendo: "Chiunque faccia delle abluzioni a casa e vada poi a pregare nella moschea di Qubāʾ, avrà una ricompensa come se avesse recitato una ʿumra'". Questo ʾaḥādīth viene riportato da Ahmad ibn Hanbal, al-Nasa'i, Ibn Majah e Hakim al-Nishaburi.

## Architettura

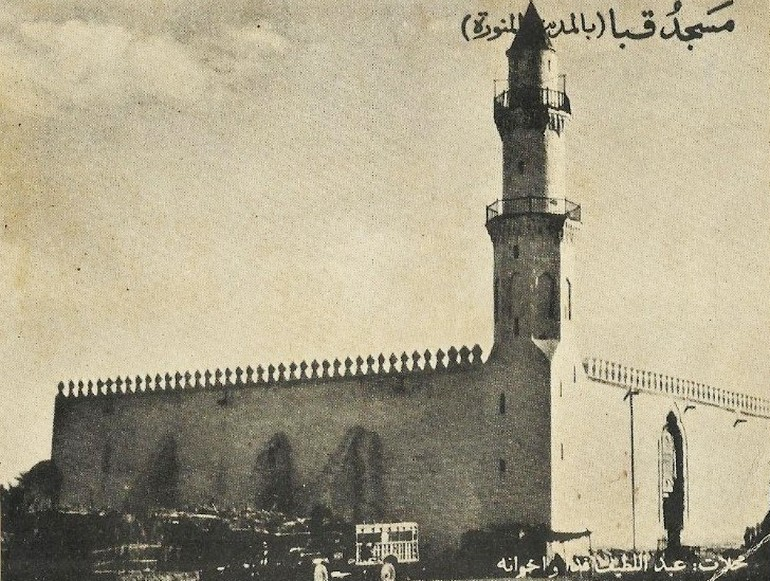
La moschea originale prima della sua demolizione nel 20º secolo.

Quando l'architetto Abdel-Wahed El-Wakil ricevette l'incarico, nel XX secolo, della costruzione di una moschea più grande che sostituisse la vecchia, intendeva incorporare quest'ultima nel nuovo edificio religioso. Ma la vecchia moschea venne demolita e sostituita dalla nuova, come spesso gradiscono gli Wahhabiti dell'Arabia Saudita, estremamente ostili a ogni traccia di oggetti antichi che potrebbero diventare oggetti di blasfema venerazione,
La nuova moschea è costituita da una sala delle preghiere di forma rettangolare sollevata su una piattaforma superiore. La sala delle preghiere, collegata al chiostro, comprende:
- aree residenziali
- uffici
- fontana per le abluzioni
- negozi
- biblioteca

Sei ingressi aggiuntivi sono dislocati sulle facciate nord, est e ovest. Quattro minareti segnano gli angoli della sala delle preghiere. I minareti poggiano su basi quadrate, hanno sezione ottagonale che assume una forma cilindrica verso la cima.

### Sala delle preghiere
La sala delle preghiere è organizzata attorno a un cortile centrale, caratterizzato da sei grandi cupole poggianti su colonne affiancate. Un portico, a due campate in profondità, costeggia il cortile a est e ovest, mentre un portico a una campata si trova sul lato nord, e separa dalla zona di preghiera delle donne.
Quest'ultima, che è contornata da uno schermo, è suddivisa in due parti da un passaggio che congiunge l'entrata nord con il cortile.
Quando la moschea di Qubāʾ venne ricostruita nel 1986, è stata mantenuta l'architettura classica di Medina - cupole bianche con nervature e facciata di basalto all'esterno - qualità che ricordano la semplicità di Medina. Il cortile, è contrassegnato da marmo nero, rosso e bianco. Esso è protetto da una tettoia che lo preserva dal caldo torrido del giorno. Tralicci arabescati filtrano la luce del palmeto esterno.

## Imam e Khatīb
- Shaykh Salih bin 'Awad al-Mughamisi
- Shaykh Muhammad Khalil
- Shaykh Muhammad Ayyub Abd Adil
- Shaykh Ahmed bin Ali bin Abd al-Rahman Hudaifi

## Menzioni nella sunna
I meriti della Masjid al-Qubāʾ sono menzionati in 19 ʾaḥādīth del Sahih al-Bukhari; tredici del Sahih Muslim; due del Sunan Abu Dawud di al-Sijistani e sei nella al-Muwaṭṭaʾ di Malik ibn Anas.
Maometto frequentò la moschea per pregarvi. Ciò è riferito in diversi ʾaḥādīth:
Ibn ʿUmar dice: "Il Profeta andava alla moschea di Qubāʾ tutti i sabati, (alle volte) a piedi e (altre) a cavallo". 'Abd Allah (Ibn 'Umar) faceva lo stesso.»
(Raccolto da Muhammad al-Bukhari)
Il Profeta andava alla moschea di Qubāʾ tutti i sabati, (alle volte) a piedi e (altre) a cavallo. Aggiunge Naft (in un'altra narrazione): "Quindi avrebbe adempiuto due rakʿāt (nella moschea di Qubāʾ)".»
(Raccolto da Muhammad al-Bukhari)
Chi si purifica (con il wuḍūʾ) nella sua casa e arriva poi alla Masjid di Qubāʾ e prega, ha un premio come se avesse adempiuto a una ʿumra. (al-Nasa'i e Ibn Majah)

## Menzione nel Corano
Il Corano menziona come la moschea sia stata fondata sulla pietà e la devozione (Masjid al-Taqwa):
(Corano, sūra 9 (Al-Tawba), Āyāt 108.)